# Kevin Benavides
Kevin Benavides (Salta, Argentina, 9 de enero de 1989) es un exmotociclista argentino, especialista en enduro y rally raid, miembro actualmente del equipo KTM.
Es uno de los argentinos más destacados en raid. Fue varias veces campeón argentino y latinoamericano de enduro.
En 2016 se convirtió en el primer argentino en ganar una etapa en la categoría motocicletas del Rally Dakar. Finalizó cuarto absoluto ese año, segundo en 2018, quinto en 2019, abandonó en 2020 por rotura de motor.
En 2021 ganó el Rally Dakar de 2021, superando a motociclistas de la talla de Ricky Brabec y Toby Price, siendo el primer argentino en ganar la competición de motos. 
En la edición 2023 volvió a ganar el Dakar en la categoría motos.

## Biografía
Kevin Benavides nació en Salta el 9 de enero de 1989. Es hermano mayor del motociclista Luciano Benavides.
En 1998, con solo nueve años, ya competía, siendo diez veces campeón provincial de enduro durante doce años seguidos. En 2006, 2008, 2009 y 2012 ganó la Sun's Race, una de las carreras de enduro más exigentes de Argentina.
En 2009 comenzó a competir internacionalmente. En 2010 se consagra campeón argentino de enduro y tricampeón latinoamericano de enduro en las categorías júnior, E2 y scratch. Ese año gana también la categoría júnior de la Bassella Race.
En 2011 compitió en España integrando el equipo Husaberg oficial. Salió 12.º en la categoría júnior del Campeonato Mundial de Enduro, 7.º en el Campeonato Español de Enduro y ganó el Red Bull Los Andes en Colombia. En 2012 se trasladó a Italia, donde integró el equipo KTM Farioli oficial. Salió 4.º en la categoría júnior del Campeonato Mundial de Enduro 2012, siendo el primer latinoamericano en alcanzar esta posición.
En 2013 ganó el Rally Trasmontaña en la provincia de Tucumán y salió por segunda vez campeón argentino de Enduro, logró que repitió al año siguiente. En 2014 salió campeón latinoamericano de enduro categoría E3. También en 2014, integró la selección argentina de enduro, en los ISDE Argentina San Juan, logrando el quinto lugar en la general World Trophy, el mejor resultado de un conjunto nacional de enduro hasta hoy en la competición. En 2015 salió cuarto en la categoría motos en el Rally de Marruecos, primero en el Dakar Series Desafío Guaraní y tercero en el Red Bull Camino de la Independencia de Colombia.
En 2016 debutó en el Rally Dakar ganando la etapa 3, lo que le permitió convertirse en el primer argentino en ganar una etapa en la historia del Dakar. Finalizó cuarto a 54 minutos del ganador.
En 2018 terminó segundo en el Rally Dakar.
En 2019 terminó quinto en el Rally Dakar, luego que apelara una penalización de tres horas y el Tribunal de Disciplina y Arbitraje de la Federación Francesa de Motociclismo le diera la razón.
En la siguiente edición, el argentino estaba en la tercera posición de la general cuando debió retirarse de la competencia por una rotura de motor en su moto. Siguió participando bajo la modalidad Dakar Experience y ganó la etapa 7.
En la edición 2021 del Dakar llegaría a la victoria, convirtiéndose en el primer piloto latinoamericano de la historia en ganar la competición. El 31 de marzo de 2021 anunció su salida del equipo Monster Energy Honda Team y posteriormente su ingreso al equipo Red Bull KTM Factory Rally Team.
En el Rally Dakar de 2023 logró consagrarse campeón, en esta segunda ocasión superó a su perseguidor Toby Price por una diferencia de 43 segundos tras superarlo en la última etapa en la que le llevaba 12 segundos, siendo la diferencia más pequeña de tiempo de toda la historia del Rally Dakar entre el primer y segundo puesto.
El 12 de junio de 2025 anunció su retiro profesional del motociclismo, debido problemas de espalda producto de un accidente previo al Desafío Ruta 40 del 2024, cambiando de categoría a Side by Side en el próximo Rally Dakar.

## Palmarés
| Año     | Título                | Clase | Categoría    |
| ------- | --------------------- | ----- | ------------ |
| 2006    | Sun's Race            | Motos | Enduro       |
| 2008    | Sun's Race            | Motos | Enduro       |
| 2009    | Sun's Race            | Motos | Enduro       |
| 2012    | Sun's Race            | Motos | Enduro       |
| 2015    | Desafío Guaraní       | Motos | Dakar Series |
| 2016    | Desafío Ruta 40       | Motos | RallyGP      |
| 2017    | Desafío Ruta 40 Norte | Motos | WRCC RallyGP |
| 2018    | Atacama Rally         | Motos | WRCC RallyGP |
| 2020    | Rally de Andalucía    | Motos | RallyGP      |
| 2021    | Rally Dakar           | Motos | Dakar Series |
| 2023    | Rally Dakar           | Motos | W2RC RallyGP |
| Fuente: |                       |       |              |

## Resultados

### Campeonato Mundial de Rally Cross-Country de la FIM
| Año     | Categoría | Vehículo | Posición | Puntaje | Victorias   |
| ------- | --------- | -------- | -------- | ------- | ----------- |
| 2015    | Motos     | Honda    | 18.º     | 16      | -           |
| 2016    | Motos     | Honda    | 9.º      | 36      | -           |
| 2017    | Motos     | Honda    | 2.º      | 97      | 1 (Ruta 40) |
| 2018    | Motos     | Honda    | 6.º      | 56      | 1 (Atacama) |
| 2019    | Motos     | Honda    | 3.º      | 75      | -           |
| 2021    | Motos     | KTM      | 18.º     | 9       | -           |
| Fuente: |           |          |          |         |             |

### Rally Dakar
| Año     | Categoría | Vehículo | Posición | Victorias de etapa |
| ------- | --------- | -------- | -------- | ------------------ |
| 2016    | Motos     | Honda    | 4.º      | 1                  |
| 2018    | Motos     | Honda    | 2.º      | 1                  |
| 2019    | Motos     | Honda    | 5.º      | -                  |
| 2020    | Motos     | Honda    | 19.º     | 1                  |
| 2021    | Motos     | Honda    | 1.º      | 2                  |
| 2022    | Motos     | KTM      | 100.º    | 1                  |
| 2023    | Motos     | KTM      | 1.º      | 2                  |
| 2024    | Motos     | KTM      | 4.º      | 3                  |
| 2025    | Motos     | KTM      | Ret.     | -                  |
| Fuente: |           |          |          |                    |

### Campeonato Mundial de Rally Raid (FIM)
| Año     | Clase | Categoría | Vehículo | Posición | Puntaje | Victorias |
| ------- | ----- | --------- | -------- | -------- | ------- | --------- |
| 2022    | Motos | RallyGP   | KTM      | 7.º      | 36      | -         |
| 2023    | Motos | RallyGP   | KTM      | 7.º      | 43      | 1 (Dakar) |
| 2024    | Motos | RallyGP   | KTM      | Ret.     | 0       | -         |
| 2025    | Motos | RallyGP   | KTM      | Ret.     | 0       | -         |
| Fuente: |       |           |          |          |         |           |